# Timaspis
Genre
Timaspis est un genre d'insectes hyménoptères de la famille des Cynipidae, de la sous-famille des Cynipinae et de la tribu des Aylacini.

## Liste d'espèces
Selon ITIS (25 mai 2015) :
- Timaspis lampsanae (Perris, 1873)
- Timaspis phoenixopodos Mayr, 1882

Selon NCBI (25 mai 2015) :
- Timaspis phoenixopodos
- Timaspis urospermi